# Oameni (album)
Oameni este un album al lui Grasu XXL. Acesta a fost lansat pe 25 noiembie 2010 de casa de discuri Cat Music. Albumul conține colaborări cu Maximilian, Spike, Guess Who, Alex Velea, Tranda, George Hora, JJ, Faibo X, Suky, Bitză, Agresiv, Lucia Dumitrescu, Smiley, Nicalai și Fely.

## Istorie
Grasu XXL a început să lucreze la album cam prin septembrie 2007. Albumul a avut parte de amânări și a întârziat foarte mult. 

În noiembrie 2010, atunci când a fost lansat albumul, acesta a fost invitat la un interviu la sediul Monden.info și a spus: 
| “ | Dacă nu mă înșel, prima piesă a fost «Tango», iar a doua «La vremuri noi, oameni noi» (exact când am întâlnit oamenii noi). În 2007 nu știam ce se întâmplă cu noi – nici la Okapi… Era o harababură totală. Am trecut de la «hai să lansăm noi pe net» la «hai să semnăm cu o casă de discuri, că au ales ei single-ul Turnin'», dup aia ne-am întâlnit cu Dorian și cu Ochiu, am făcut «Azi NU»... Până la urmă am ajuns aici. S-a întârziat că s-a întârziat... | ” |

 

Cântărețul a spus un alt motiv pentru care a întârziat lansarea: 
| “ | O altă chestie pentru care s-a întârziat albumul a fost Gazeta Sporturilor, pentru că în prima instanță ei au vrut albumul. Dar le-au scăzut vânzările proporțional cu trecerea timpului: primele vreo 2, 3, 4, 5 au fost niște boom-uri și după aia au scăzut drastic. Până am ajuns eu să scot albumul ei s-au sucit, ne-au și ținut pe loc aproximativ juma' de an... Dar până la urmă e alegerea lor. Eu n-am nicio problemă. De când a scăpat albumul pe net s-a dus foarte mult. | ” |

Întrebat de ce a ales să semneze cu Cat Music, Grasu XXL a răspuns: 
| “ | Eu lucrez cu Cat Music din '99, de la Personajul Negativ, dar au ales ei single-ul ăla («Turnin'») și până la urmă e o cale mai ușoară cumva, îți fac ei drumul mai ușor - ei plătesc costurile de producție la clipuri... Cam ăsta a fost motivul Cat Music. N-a fost altul. | ” |

Amânări
Albumul ar fi trebuit să apară în 2007, deși managementul prost a făcut albumul să mai aștepte. 
Lansarea a fost amânată de asemenea pe 24 septembrie 2009, iar motivele puteau fi văzute la Monden.info Show pe 29 septembrie 2009. Conform informațiilor oferite de monden.info, materialul ar fi trebuit să apară la sfârșitul lui 2009.

## Lansare
Albumul a fost lansat pe 25 noiembrie 2011 de Cat Music.

Grasu XXl a declarat în interviu că cei care doresc albumul îl pot cumpăra pe catmusic.ro. 
| “ | A mai apărut în câteva magazine din București, sper să se ducă și prin țară. Nu s-a făcut un număr foarte mare de exemplare tocmai fiindcă nu se mai vând discuri iar artiștii de hip hop... nu vreau să spun că sunt «piratați», că nu mai e un cuvânt, dar se downloadează foarte mult. | ” |

## Tracklist oficial
| #  | Titlu                                   | Colaboare cu                         |
| -- | --------------------------------------- | ------------------------------------ |
| 1  | La vremuri noi, oameni noi              |                                      |
| 2  | Mi se spune                             | Spike                                |
| 3  | Prinde-ne bă dacă poți!                 | Smiley                               |
| 4  | Azi NU                                  | Guess Who                            |
| 5  | Frumoasa și bestia                      | George Hora și Fely                  |
| 6  | Turnin'                                 | Alex Velea                           |
| 7  | Grav, Grav                              | JJ și Nicalai                        |
| 8  | Soneria                                 | Tranda, Vlad (Agresiv) și Alex Velea |
| 9  | În aer                                  | JJ și AGR                            |
| 10 | The Freakshow                           | JJ și Nicalai                        |
| 11 | Evident                                 |                                      |
| 12 | Prea mult fum                           | Mitză (Agresiv)                      |
| 13 | Dă-te mai așa                           |                                      |
| 14 | Ultimul tango                           | Maximilian                           |
| 15 | O fată face carieră                     | Mitză (Agresiv) și Lucia Dumitrescu  |
| 16 | Perfect                                 | Suky și Faibo X                      |
| 17 | Orașu' de piatră                        |                                      |
| 18 | Călătorul                               |                                      |
| 19 | Cel mai rău prieten, cel mai bun dușman | Bitză                                |

## Piese
Piese nefinalizate urcate pe net
Despre piesele urcate pe internet - nu neapărat de pe albumul Oameni -, Grasu XXL a afimat:
| “ | La multe dintre ele le-am dat eu drumul. După ce am lansat Curaj, dacă va aduceți voi aminte, în 2006 s-a terminat TV K Lumea, când am lansat eu «Fără Filtru» («Maria Ioana») am prins ultimul tren, din punctul ăla au început să se schimbe lucrurile cu muzica românească. «Maria Ioana» nu a fost la radio dar a fost foarte mult la TV, pe TV K Lumea. După albumul Curaj mie mi-a venit ideea să facem mixtape-ul Evident și cu ocazia aia au început să scape piesele pe net. Am dat drumul la «Prea mult fum», la «Ultimul tango», la «Pizda la volan», mai multe piese erau pe mixtape - unele snippeturi... După care tot au mai scăpat unele, la altele am mai dat noi drumul. Din punctul meu de vedere e o chestie care pe mine m-a ținut în viață, nu mi se pare o chestie nasoală să asculte lumea muzică de pe net, cred că în curând toată lumea o să asculte muzică online. Până și în mașină ai intrare de stick, deja lumea își pune muzica pe USB, cd-urile sunt așa... 'old school', cumva. | ” |

Piese speciale
În vara lui 2009 a lansat primul single care promovează albumul Oameni: „Prea mult fum”, o colaborare cu Mitză (Agresiv). Videoclipul piesei a fost regizat de Spike, la filmări fiind prezenți mai mulți membri Okapi Sound: Agresiv, Guess Who, Maximilian, JJ, dar și Laura Andreșan și Motzu (o parte din ei apar și în videoclip).
La sfârșitul anului 2009 a urmat cel de-al doilea single, o colaborare cu Alex Velea: „Turnin'”. Piesa a fost realizată de HaHaHa Production și a beneficiat de un clip în regia lui Iulian Moga filmat la Buftea.
Cel de-al treilea single a venit în primăvara lui 2010: „Azi NU”, o colaborare cu Guess Who. Acesta a avut un succes imens, strângând un milion de vizualizări pe canalul OkapiSound de YouTube într-un timp extrem de scurt. Videoclipul, lansat la sfârșitul lunii mai, a fost filmat pe plaja de la Corbu în regia lui Marian Crișan.
Videoclipul melodiei „Dă-te mai așa” a fost lansat în noaptea dintre 16 și 17 decembrie 2010 pe canalul de YouTube al celor de la Okapi Sound. Filmările au avut loc în luna noiembrie la Buftea, în regia lui Spike (The Evil Twin Studio).

## Copertă
Grasu XXL a fost întrebat la sediul Monden.info de cine a fost realizată coperta albumului, iar el a răspuns: 
| “ | Ideea a avut-o Gabi Lungu de la Okapi Studio. A durat foarte mult, a lucrat intens la ea vreo 2 luni împreună cu Radu Simionescu. A fost făcută inițial 3D. E o copertă foarte specială... Și nu, domnișoara nu e Laura Andreșan, iar capul ei este de asemenea despicat deoarece mai e un copil. Multă lume face confuzie între Okapi Studio și Okapi Sound… În cadrul Okapi există Okapi Sound, care se ocupă de muzică (adică noi), există Okapi Studio – care se ocupă de imagine / web design. Sunt două lucruri complet diferite, singurul lucru care ne leagă e că suntem foarte buni prieteni și cand a fost vorba să punem numele la studio, să dam un nume la toata chestia asta, mi-a plăcut foarte mult ideea lui Gabi de Okapi. | ” |